# Tasta disciscura
Tasta disciscura là một loài bướm đêm trong họ Geometridae.